# Pannonische Liga 2002/03
Die Saison 2002/03 war die erste Spielzeit der Pannonischen Liga, einer supranationalen Eishockeyliga aus Südosteuropa. Meister wurde Ferencvárosi TC.

## Modus
In der Hauptrunde absolvierte jede der fünf Mannschaften insgesamt acht Spiele. Die beiden Erstplatzierten qualifizierten sich für das Meisterschaftsfinale. Für einen Sieg nach regulärer Spielzeit erhielt jede Mannschaft drei Punkte, bei einem Sieg nach Overtime gab es zwei Punkte, bei einer Niederlage nach Overtime einen Punkt und bei einer Niederlage nach regulärer Spielzeit null Punkte.

## Hauptrunde

### Tabelle
|    | Klub                 | Sp | S | OTS | OTN | N | T  | GT | Punkte |
| -- | -------------------- | -- | - | --- | --- | - | -- | -- | ------ |
| 1. | Ferencvárosi TC      | 8  | 6 | 0   | 1   | 1 | 46 | 18 | 19     |
| 2. | SC Miercurea Ciuc    | 8  | 5 | 1   | 0   | 2 | 39 | 19 | 17     |
| 3. | KHL Zagreb           | 8  | 5 | 0   | 0   | 3 | 44 | 27 | 15     |
| 4. | CS Progym Gheorgheni | 8  | 3 | 0   | 0   | 5 | 34 | 37 | 9      |
| 5. | KHL Mladost Zagreb   | 8  | 0 | 0   | 0   | 8 | 9  | 71 | 0      |

Sp = Spiele, S = Siege, OTS = Siege nach Overtime, OTN = Niederlagen nach Overtime, N = Niederlagen

## Meisterschaftsfinale
- SC Miercurea Ciuc – Ferencvárosi TC 1:2/5:1(0:2 n. P.)